# Didrik Grubbenfelt
Didrik Persson Grubbenfelt, tidigare Grubb, född 1635 i Normlösa församling, Östergötland, död 11 augusti 1683 i Jönköping, Jönköpings län, var en svensk militär.

## Biografi
Didrik Grubbenfelt föddes 1635 på Normlösa prästgård i Normlösa församling. Han var son till kyrkoherden Petrus Clementis och Nora Husenbergia. Grubbenfelt blev 1661 kornett vid Östgöta kavalleriregemente med konfirmerad fullmakt 12 augusti 1665. Han blev 1672 kaptenlöjtnant vid Östgöta kavalleriregemente och 1675 ryttmästare vid nämnda regemente. Grubbenfelt adlades 28 september 1679 till Grubbenfelt och introducerades 1682 som nummer 984. Han avled 1683 i Jönköping. Grubbenfelts vapen och värja sattes senare upp i Romelanda kyrka.

### Familj
Grubbenfelt var gift med Anna Andersdotter. De fick tillsammans dottern Maria von Grubbenfeld som var gift med Carl Ludvig von der Lancken.